# Homalocarpus dichotomus
Homalocarpus dichotomus là một loài thực vật có hoa trong họ Hoa tán. Loài này được (Poepp. ex DC.) Mathias & Constance mô tả khoa học đầu tiên năm 1965.